# Wilmas Wilhelm
Vilmos Wilheim, noto anche come Guglielmo Wilheim (Budapest, 25 novembre 1895 – 1962), è stato un allenatore di calcio e calciatore ungherese.

## Carriera
È stato giocatore del Vicenza, squadra che poi allenerà nella stagione 1923-1924, dal 1929 al 1931 e dal 1948 al 1950 subentrando a Elemér Berkessy.
Nella stagione 1935-1936 allena il Foggia. Inoltre dal 1936 al 1938 fino all'inizio della stagione 1938-1939 e nel 1947-1948 allena il Padova, con cui vince due campionati. Nelle stagione 1950-1951 e 1951-1952 allena il Frosinone.

## Palmarès

### Allenatore

#### Competizioni nazionali
- Serie C: 1

Padova: 1936-1937
- Serie B: 1

Padova: 1947-1948